# Auto MDI-X

Połączenie kablem prostym między kartą sieciową z portem MDI i koncentratorem z portem MDI-X

Połączenie kablem skrosowanym między dwiema kartami sieciowymi z portami MDI

Auto MDI-X – funkcja przełącznika sieciowego, karty sieciowej lub dowolnego innego urządzenia sieciowego wyposażonego w złącza 8P8C (popularnie, ale błędnie nazywanego RJ-45) polegająca na automatycznym rozpoznaniu przez nie, czy podłączony kabel sieciowy jest skrosowany, czy prosty (nieskrosowany). Jeśli urządzenie posiada taką funkcję, to do dowolnego w nim portu 8P8C można podłączyć zarówno kabel skrosowany, jak i prosty.
Technologię tę opracowali inżynierowie z firmy HP – Daniel Joseph Dove i Bruce W. Melvin. Polega ona na tym, że wykorzystywany jest generator liczb pseudolosowych, który decyduje czy port sieciowy podłączy swój nadajnik, czy też odbiornik do każdej ze skręconych par używanych do automatycznego negocjowania łącza. Kiedy porty auto MDI-X różnych urządzeń są ze sobą połączone, co jest typową sytuacją w przypadku nowych urządzeń, czas detekcji połączeń jest najczęściej krótszy niż 500 ms, ale w ekstremalnie rzadkich przypadkach może wynieść nawet 1,4 s.
Nowe karty sieciowe, przełączniki, routery i inne urządzenia sieciowe, czyli praktycznie część tych pozwalających na transmisję z prędkością 10/100 Mb/s oraz wszystkie 1000 Mb/s i szybsze, używają auto MDI-X dla połączeń 10/100 Mb/s do automatycznego skonfigurowania się po podłączeniu kabla sieciowego. Ethernetowe łącza gigabitowe i szybsze oparte na transmisji poprzez skrętkę komputerową wykorzystują wszystkie cztery pary przewodów do jednoczesnej transmisji w obu kierunkach. Wynika z tego, że nie mają one dedykowanych par nadawczych i odbiorczych, w związku z czym kable krosowane nigdy nie są wymagane do takiego typu komunikacji. Co więcej, podwarstwa PMA (ang. Physical Medium Attachment) zapewnia identyfikację każdej pary i zwykle kontynuuje działanie nawet w przypadku kabli, w których pary są zamienione lub skrzyżowane.